# شبه جزيرة أكروتيري (قبرص)

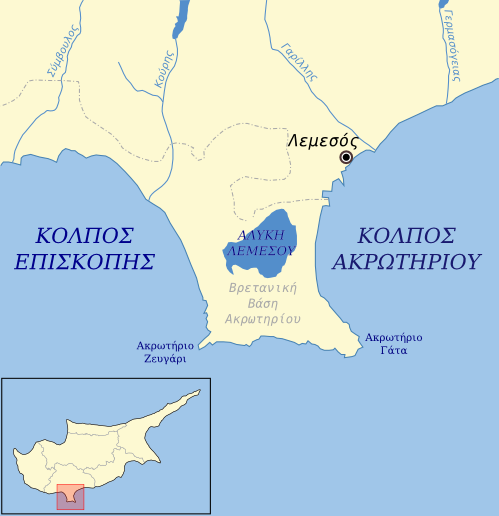
أكروتيري على خارطة قبرص

شبه جزيرة أكروتيري شبه جزيرة قصيرة والتي تضم أقصى جنوب جزيرة قبرص. ويحدها خليج إبيسكوبي إلى الغرب وخليج أكروتيري إلى الشرق واثنين من الرؤوس إلى الجنوب الغربي والجنوب الشرقي، والمعروفة باسم كيب زيوكري وكيب غاتا.
أبرز ملامح شبه الجزيرة هي بحيرة الملح (ليماسول) أكروتيري والمطار،